# Jan Hellström

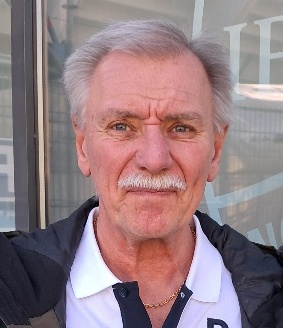
Jan Hellström

Jan Hellström (* 21. Februar 1960) ist ein ehemaliger schwedischer Fußballspieler.

## Laufbahn
Hellström begann seine Karriere bei Örgryte IS. 1985 wurde er mit dem Klub schwedischer Meister, wobei er mit fünf Toren Torschützenkönig der Meisterschaftsendrunde wurde. Nachdem er zu IFK Norrköping gewechselt hatte, wurde er 1989 wiederum schwedischer Meister und mit 16 Treffern Torschützenkönig der Allsvenskan. 1994 beendete er seine Karriere in der vierten Liga.
Hellström bestritt sechs Länderspiele für Schweden. Er nahm an den Olympischen Spielen 1988 teil, bei denen die schwedische Auswahl im Viertelfinale nach Verlängerung an der italienischen Olympiaauswahl scheiterte.
| Personendaten    | Personendaten               |
| ---------------- | --------------------------- |
| NAME             | Hellström, Jan              |
| KURZBESCHREIBUNG | schwedischer Fußballspieler |
| GEBURTSDATUM     | 21. Februar 1960            |